# Tina Groll
Tina Groll (* 1980) ist eine deutsche Wirtschaftsredakteurin und Buchautorin.

## Leben
Groll studierte Journalistik und Wirtschaft an der Hochschule Bremen und am Manipal Institute of Communication in Indien. Nach einem Volontariat beim Bremer Weser-Kurier war sie ab 2009 zunächst für das Ressort Karriere bei Zeit Online zuständig. 2017 wechselte sie ganz ins Ressort Politik, Wirtschaft & Gesellschaft.
Von 2007 bis 2009 war sie Mitglied im Vorstand des Journalistinnenbunds, von 2009 bis 2011 war sie Mitglied im Vorstand von Netzwerk Recherche. 2008 zeichnete das Medium Magazin sie als eine der Top 30 Journalistinnen und Journalisten unter 30 Jahren aus. 
Im Februar 2019 übernahm Groll den Bundesvorsitz der Deutschen Journalistinnen- und Journalisten-Union (dju) und führte die Berufsgruppe der Vereinten Dienstleistungsgewerkschaft sechs Jahre bis Ende 2024.
Groll ist Mitglied im Deutschen Presserat.
2009 erhielt Groll den Otto-Brenner-Preis (Recherchestipendium) für ihre Recherche über einen Schrottimmobilienskandal, die sie in der Zeit veröffentlichte. Ebenfalls 2009 unternahm sie einen Selbstversuch als Nachwuchspolitikerin in die CDU – ihre Recherche veröffentlichte sie unter anderem in der Süddeutschen Zeitung und in dem Buch Angepasst & Ausgebrannt – Parteien in der Nachwuchsfalle von Thomas Leif.
2009 wurde Groll Opfer eines Identitätsdiebstahls in besonders heftigen Ausmaß. Sie verarbeitete die Straftat journalistisch und wurde so zu einer Expertin. Mit dem ehemaligen Interpol-Agenten und Cybercrime-Experten Cem Karakaya schrieb Groll mehrere Bücher über Internetkriminalität. Journalistisch beschäftigt sie sich überwiegend mit Arbeitsmarkt- und Sozialpolitik, vor allem mit Rente, Pflege, soziale Gerechtigkeit, Arbeitsrecht, Grundsteuer sowie Gleichberechtigung.
Tina Groll lebt mit ihrer Familie in Berlin.

## Veröffentlichungen
- Beruf Journalistin. Von kalkulierten Karrieren und behinderten Berufsverläufen. Über Ursachen, Wirkungen und Veränderungen der ungleichen Machtverteilung zwischen den Geschlechtern im Journalismus, AV Akademikerverlag, Saarbrücken 2012, ISBN 978-3-639-43839-0
- Kinder + Karriere = Konflikt? Denkanstöße für eine deutsche Debatte, Stark, Hallbergmoos 2016, ISBN 978-3-8490-1457-5
- Beteiligt Euch! In: Isabel Rohner, Rebecca Beerheide (Hrsg.): 100 Jahre Frauenwahlrecht, Ulrike Helmer Verlag, Sulzbach/Taunus 2017, ISBN 978-3-89741-398-6.
- Die Cyber-Profis. Lassen Sie Ihre Identität nicht unbeaufsichtigt. Zwei Experten für Internetkriminalität decken auf, Ariston, München 2018, ISBN 978-3-424-20183-3
- Klicken Sie hier – Digitale Selbstverteidigung leichtgemacht. So schützen Sie sich, Ihre Kinder und Eltern, Ariston, München 2024, ISBN 978-3-424-20291-5